# Rattus sanila
Rattus sanila é um roedor da família Muridae, endémico da Nova Irlanda, no arquipélago de Bismarck, Papua-Nova Guiné.

## Descrição
Rattus sanila somente é conhecido pela descoberta de cerca de sete fragmentos subfosséis de mandíbula, datados de mais de três mil anos de idade. Os molares da espécie são amplos, apresentando cúspide de estrutura muito complexa. O diastema é também maior que em outras espécies do gênero Rattus, sugerindo uma espécie separada, possivelmente um vestígio de uma estrutura arcaica ou dispersão ancestral de Rattus na Nova Guiné e Austrália. É provável que a espécie ainda sobreviva em algumas florestas primárias.